# Carme Gandia Garriga
Carme Gandia Garriga (Barcelona 1923 - Olot 2001) va ser una pintora realista catalana. De formació autodidacta, és un dels pocs testimonis femenins de l'escola de paisatge d'Olot, a la comarca La Garrotxa, zona en la qual exposaria més de deu vegades i en la qual residiria des de 1986 fins a la seva mort.
La seva especialitat eren paisatges de Girona i marines de la Costa Brava o de Barcelona. Encara que també era admiradora dels mestres de la pintura i especialment de Francisco de Goya, sord igual que ella. Carme realitzaria en la seva joventut reproduccions de quadres com La Vicaria, de Marià Fortuny. En els anys vuitanta, després d'un llarg període sense pintar, va realitzar exposicions en galeries de Barcelona com la Sala Jaimes del Passeig de Gracia, comptant amb el reconeixement d'alguns crítics de l'època com Lina Font, la primera crítica d'art de Catalunya, que van destacar la sensibilitat de la pintora i l'emoció que transmetia la seva obra.
A pesar que molts dels quadres no es van catalogar en vida de l'artista, el pintor Miquel Cazaña Llagostera, net de la mateixa, ha catalogat més de 200 obres arran de contactar amb els antics clients de Carme o amb els seus descendents.